# Gad Elmaleh
Gad Elmaleh (in arabo جاد المالح‎?, Jād al-Malāḥ; Casablanca, 19 aprile 1971) è un attore, comico e regista marocchino naturalizzato canadese.

## Biografia
Gad Elmaleh nasce a Casablanca, in Marocco, il 19 aprile 1971 da una famiglia ebraica marocchina di origini ebree berbere, primogenito tra i fratelli Judith e Arié Elmaleh. Sviluppa la vena artistica già in famiglia, influenzato dal padre che faceva il mimo e frequentava il Cercle Amical Français de Casablanca. Frequenta il Liceo Lyautey nella sua città natale. Si trasferisce insieme alla famiglia a Montréal nel 1988, per poi raggiungere Parigi nel 1992, dove frequenta il Cours Florent.
Collabora con Élie Kakou e nel 1997 lancia il suo primo spettacolo, Décalages, incentrato e ispirato al suo vissuto tra Casablanca, Montréal e Parigi. Debutta al cinema nel 1997 nel film Salut cousin! di Merzak Allouache, e nel 1998 lavora anche in L'Homme est une femme comme les autres e in Train de vie - Un treno per vivere. Dopo aver lavorato in diverse pellicole (tra le quali Una top model nel mio letto) nel 2004 arriva finalmente l'affermazione con il film Ole! con Gérard Depardieu, e l'anno successivo con Ti va di pagare? con Audrey Tautou. Nel 2012 partecipa al film Per fortuna che ci sei.
Gad ha ricevuto la medaglia come "cavaliere dell'arte" dal ministro della cultura francese, nel marzo 2006. Nel gennaio 2007 invece ottiene il riconoscimento di "persona più divertente di Francia", battendo altri 49 attori.
Nel 2008 esce il suo famoso spettacolo Papa est en haut.

## Vita privata
Ha un figlio, di nome Noè, nato nel 2000 dall'unione con l'attrice Anne Brochet. Il 17 dicembre 2013 nasce a Monaco il suo secondo figlio, Raphaël, dall'unione con Charlotte Casiraghi.

## Filmografia parziale

### Attore
- L'homme est une femme comme les autres (1998)
- Train de vie - Un treno per vivere (Train de vie), regia di Radu Mihăileanu (1998)
- Chouchou, regia di Merzak Allouache (2002)
- Una top model nel mio letto (La Doublure), regia di Francis Veber (2006)
- Ti va di pagare? - Priceless (Hors de prix), regia di Pierre Salvadori (2006)
- Vento di primavera (La Rafle), regia di Roselyne Bosch (2010)
- Midnight in Paris, regia di Woody Allen (2011)
- Le avventure di Tintin - Il segreto dell'Unicorno (The Adventures of Tintin), regia di Steven Spielberg (2011)
- Il dittatore (The Dictator), regia di Larry Charles (2012)
- Per fortuna che ci sei (Un bonheur n'arrive jamais seul), regia di James Huth (2012)
- Dream Team (Les Seigneurs), regia di Olivier Dahan (2012)
- Mood Indigo - La schiuma dei giorni (L'Écume des jours), regia di Michel Gondry (2013)
- Crisi in sei scene (Crisis in Six Scenes), episodi 1x05-1x06, regia di Woody Allen (2016)
- Huge in France (Netflix), regia di Andrew Mogel (2019)
- 2 matrimoni alla volta (Alibi.com 2), regia di Philippe Lacheau (2023)

### Regista
- Coco (2009)

### Doppiatore
- Un mostro a Parigi (Un monstre à Paris), regia di Bibo Bergeron (2011)

## Doppiatori italiani
Nelle versioni in italiano dei suoi film Gad Elmaleh è stato doppiato da:
- Christian Iansante in Una top model nel mio letto
- Adriano Giannini in Ti va di pagare? - Priceless
- Angelo Maggi in Vento di primavera
- Franco Mannella in Per fortuna che ci sei
- Riccardo Rossi in Dream Team
- Roberto Gammino in Mood Indigo - La schiuma dei giorni
- Massimo De Ambrosis in Huge in France

Da doppiatore è sostituito da:
- Enrico Brignano in Un mostro a Parigi